# Acraea eltringhami
Acraea eltringhami is een vlinder uit de familie van de Nymphalidae. De wetenschappelijke naam van de soort is voor het eerst gepubliceerd in 1921 door James John Joicey en George Talbot. De soort is vernoemd naar Engelse entomoloog Harry Eltringham, die veel onderzoek heeft verricht naar de Acraeini.
De soort komt voor in Noordoost-Congo-Kinshasa, Oeganda, Rwanda en Burundi.